# Copilia recta
Copilia recta är en kräftdjursart som beskrevs av Giesbrecht 1891. Copilia recta ingår i släktet Copilia och familjen Sapphirinidae. Inga underarter finns listade i Catalogue of Life.